# Juventus II
A Juventus II (más néven Juventus U23 vagy Juventus Next Gen) az olasz élvonalbeli Juventus ificsapata. Jelenleg az olasz harmadosztályban szerepel. 

## Története
A csapatot 2018. augusztus 3-án alapították, Juventus U23 néven. 2022. augusztus 26-án a klubot átnevezték Juventus Next Gen-re.

## A csapat edzői
- Mauro Zironelli (2018–2019)
- Fabio Pecchia (2019–2020)
- Andrea Pirlo (2020)
- Lamberto Zauli (2020–2022)
- Massimo Brambilla (2022–)

## Jelenlegi keret
2022. december 20. szerint.
| #  |     | Poszt | Név                   |
| -- | --- | ----- | --------------------- |
| 1  | ITA | K     | Giovanni Garofani     |
| 2  | ITA | V     | Nicolò Savona         |
| 3  | ITA | V     | Diego Stramaccioni    |
| 4  | BIH | V     | Tarik Muharemović     |
| 5  | FRA | V     | Félix Nzouango        |
| 6  | ITA | V     | Alessandro Pio Riccio |
| 7  | ITA | KP    | Nikola Sekulov        |
| 8  | ITA | KP    | Emanuele Zuelli       |
| 9  | ITA | CS    | Marco Da Graca        |
| 10 | ITA | KP    | Mattia Compagnon      |
| 11 | ITA | CS    | Nicolò Cudrig         |
| 12 | ITA | K     | Marco Raina           |
| 13 | ITA | V     | Fabrizio Poli         |
| 14 | ITA | V     | Gabriele Mulazzi      |
| 15 | ITA | V     | Giuseppe Verduci      |
| 16 | ENG | CS    | Samuel Iling-Junior   |

| #  |     | Poszt | Név                                              |
| -- | --- | ----- | ------------------------------------------------ |
| 17 | ITA | CS    | Andrea Bonetti                                   |
| 18 | TUN | KP    | Hamza Rafia                                      |
| 19 | SUI | CS    | Yannick Cotter                                   |
| 20 | ITA | KP    | Simone Iocolano                                  |
| 21 | ITA | CS    | Mirco Lipari                                     |
| 23 | FRA | V     | Jean-Claude Ntenda                               |
| 24 | NOR | KP    | Martin Palumbo (kölcsönben a Udinese csapatától) |
| 25 | ITA | CS    | Leonardo Cerri                                   |
| 26 | ITA | V     | Tommaso Barbieri                                 |
| 27 | ITA | KP    | Michele Besaggio (Kölcsönben a Genoa csapatától) |
| 28 | ARG | KP    | Enzo Barrenechea                                 |
| 29 | ARG | CS    | Matías Soulé                                     |
| 30 | ITA | KP    | Alessandro Sersanti                              |
| 31 | ITA | CS    | Emanuele Pecorino                                |
| 32 | ITA | V     | Riccardo Turicchia                               |
| 55 | HUN | K     | Senkó Zsombor                                    |

## Sikerei
- Coppa Italia Serie C Nyertes: 2019-20